# Takashi Miike
Takashi Miike (三池 崇史, Miike Takashi ; Osaka, 24 augustus 1960) is een Japans filmregisseur.

## Biografie
Takashi Miike studeerde aan de Yokohama Hoso Eiga Senmon Gakko-school. De eerste films die hij regisseerde, waren televisiefilms. Zijn eerste bioscoopfilm was Shinjuku Triad Society uit 1995. Met de horrorfilm Odishon (Audition) (2000) kreeg hij wereldwijde bekendheid. Andere bekende films van hem zijn de drie Dead or Alive-films en de extreem bloederige mangaverfilming Ichi The Killer.

## Filmografie
- 2014 - As the Gods Will
- 2012 - Ai to makoto
- 2012 - Gyakuten saiban (Ace Attorney)
- 2011 - Nintama Rantarô (Ninja Kids!!!)
- 2011 - Ichimei (Hara-Kiri : Death of a Samuraï)
- 2010 - Jûsan-nin no shikaku (13 Assassins)
- 2010 - Zeburâman: Zebura Shiti no gyakushû (Zebraman 2: Attack on Zebra City)
- 2009 - Kurôzu zero II (Crows Zero II)
- 2009 - Yattâman (Yatterman)
- 2008 - Kamisama no pazuru (God's Puzzle)
- 2007 - Kurôzu zero (Crows Zero)
- 2007 - Tantei monogatari (Detective Story)
- 2007 - Sukiyaki Western Django
- 2007 - Ryû ga gotoku: gekijô-ban (Like a Dragon)
- 2006 - Taiyô no kizu (Sun Scarred)
- 2006 - 46-okunen no koi (4.6 Billion Years of Love)
- 2006 - Waru
- 2005 - Yōkai Daisensō (The Great Yokai War)
- 2005 - Imprint
- 2004 - Zeburaaman (Zebraman)
- 2004 - Izo
- 2004 - Three... Extremes (segment 'Box')
- 2003 - Chakushin ari (One Missed Call)
- 2003 - Gokudō Kyōfu Dai-gekijō: Gozu (Gozu)
- 2003 - Kikoku (Yakuza Demon)
- 2003 - Kōshōnin (The Negotiator)
- 2003 - Yurusarezaru Mono (The Man in White)
- 2002 - Jitsuroku Andō Noboru Kyōdō-den: Rekka (Deadly Outlaw: Rekka)
- 2002 - Kin'yuu Hametsu Nippon: Tōgenkyō no Hito-bito (Shangri-La)
- 2002 - Dead or Alive 3: Final
- 2002 - Sabu
- 2002 - Shin Jingi no Hakaba (Graveyard of Honor)
- 2001 - Koroshiya 1 (Ichi the Killer)
- 2001 - Araburu Tamashii-Tachi (Agitator)
- 2001 - Bizita Q (Visitor Q)
- 2001 - Katakuri-ke no Kōfuku (The Happiness of The Katakuris)
- 2001 - Kikuchi-jō Monogatari - Sakimori-tachi no Uta (Kumamoto Stories)
- 2000 - Tajuu Jinkaku Tantei Saiko - Amamiya Kazuhiko no Kikan
(Multiple Personality Detective Psycho - Kazuhiko Amamiya Returns)
- 2000 - Dead or Alive 2: Birds
- 2000 - Tengoku kara Kita Otoko-tachi (The Guys from Paradise)
- 2000 - Hyōryuu-Gai (The City of Lost Souls)
- 1999 - Ôdishon (Audition)
- 1999 - Dead or Alive
- 1999 - Nihon Kuroshakai (Ley Lines)
- 1999 - Sarariiman Kintarō (Salaryman Kintaro)
- 1999 - Shirubaa (Silver)
- 1998 - Andoromedeia (Andromedia)
- 1998 - Blues Harp
- 1998 - Chuugoku no Chōjin (The Bird People in China)
- 1998 - Kishiwada Shōnen Gurentai: Bōkyō (Young Thugs: Nostalgia)
- 1997 - Full Metal Gokudō (Full Metal Yakuza)
- 1997 - Gokudō Kuroshakai (Rainy Dog)
- 1997 - Kishiwada Shōnen Gurentai: Chikemuri Junjō-hen (Young Thugs: Innocent Blood)
- 1996 - Fudoh
- 1996 - Gokudō Sengokushi: Fudō (Fudoh: The New Generation)
- 1995 - Shinjuku Kuroshakai: Chaina Mafia Sensō (Shinjuku Triad Society)
- 1994 - Bodigaado Kiba: Shura no mokushiroku (Bodyguard Shura)
- 1993 - Bodigaado Kiba (Bodyguard Kiba)